# LPGA Tour 1998
Navigation
Édition précédente Édition suivante
Le LPGA Tour 1998 est la quarante-neuvième édition du Ladies Professional Golf Association Tour (LPGA), circuit professionnel féminin de golf, qui se déroule du 16 janvier 1998 au 2 novembre 1998. Axée sur les États-Unis, la LPGA a entrepris la tenue de tournois hors du continent américain ces dernières saisons, ainsi cette saison voit des tournois programmés en Australie, au Canada, en Angleterre et au Japon. Cette quarantième-neuvième édition de ce circuit permet de proposer un certain nombre de tournois professionnels destinés aux femmes en dehors des compétitions amateurs. La volonté de la professionnalisation des golfeuses leur permet désormais de gagner de l'argent en jouant au golf.
Cette saison comporte trente-six tournois, soit deux de moins qu'en 1997, auxquels sont insérées des dotations financières en fonction du résultat de la golfeuse. Quatre de ces tournois sont considérés comme « tournoi majeur » - le Nabisco Dinah Shore, le Championnat de la LPGA, l'Open américain et le Classique du Maurier - et sont considérés comme les plus prestigieux et difficiles à remporter.
La Suédoise Annika Sörenstam est désignée « Joueuse de l'année de la LPGA » (« Player of the Year ») pour la troisième fois de sa carrière et remporte le classement des gains avec un montant record de 1 092 748 $ de gains en gagnant quatre victoires mais sans victoire en tournoi majeur. Les tournois majeurs sont remportés par Pat Hurst (Nabisco Dinah Shore), la Sud-Coréenne Se Ri Pak (Championnat de la LPGA et Open américain) et Brandie Burton (Classique du Maurier). Enfin, le « Trophée Vare » récompensant la golfeuse ayant la moyenne de score la plus basse de la saison est également remporté par Annika Sörenstam pour la troisième fois.

## Histoire
Pour l'organisation de cette quarantième-neuvième édition, la majorité des tournois se disputent aux États-Unis mais quatre tournois sont programmés hors des États-Unis. Comme la saison précédente, la LPGA décide d'organiser des tournois hors des frontières des États-Unis avec la tenue de tournois programmés en Australie, au Canada, en Angleterre et au Japon. La majorité des joueuses sont des golfeuses principalement américaines professionnelles et amateures mais la LPGA intègre quelques années des golfeuses étrangères. Le calendrier fait débuter la saison par l'HealthSouth Inaugural remporté par Kelly Robbins. Au cours de cette saison, pour la première fois, les non-américaines sont aussi nombreuses que les Américaines à remporter les tournois depuis la création de la LPGA.
La Suédoise Annika Sörenstam est désignée « Joueuse de l'année de la LPGA » (« Player of the Year ») pour la troisième fois de sa carrière et remporte le classement des gains avec un montant record de 1 092 748 $ de gains en gagnant quatre victoires mais sans victoire en tournoi majeur. Les tournois majeurs sont remportés par Pat Hurst (Nabisco Dinah Shore), la Sud-Coréenne Se Ri Pak (Championnat de la LPGA et Open américain) et Brandie Burton (Classique du Maurier).

## Participantes à la saison LPGA 1998
Les participantes ont deux statuts. Certaines sont devenues professionnelles mais de nombreuses amateures prennent également part aux tournois sans toutefois pouvoir recevoir le montant des gains en raison de leur statut.
| Participantes      | Participantes        | Participantes     | Participantes       | Participantes     |
| Professionnelles   | Professionnelles     | Professionnelles  | Professionnelles    | Professionnelles  |
| ------------------ | -------------------- | ----------------- | ------------------- | ----------------- |
| Helen Alfredsson   | Danielle Ammaccapane | Donna Andrews     | Tina Barrett        | Brandie Burton    |
| Dawn Coe-Jones     | Stefania Croce       | Laura Davies      | Helen Dobson        | Dana Dormann      |
| Dale Eggeling      | Michelle Estill      | Amy Fruhwirth     | Gail Graham         | Tammie Green      |
| Sophie Gustafson   | Lisa Hackney         | Tracy Hanson      | Rachel Hetherington | Pat Hurst         |
| Juli Inkster       | Christa Johnson      | Trish Johnson     | Rosie Jones         | Lorie Kane        |
| Betsy King         | Emilee Klein         | Hiromi Kobayashi  | Carin Koch          | Jenny Lidback     |
| Nancy Lopez        | Meg Mallon           | Mhairi McKay      | Barb Mucha          | Liselotte Neumann |
| Catrin Nilsmark    | Se Ri Pak            | Hyun Soon Park    | Dottie Pepper       | Joan Pitcock      |
| Michele Redman     | Kelly Robbins        | Kim Saiki         | Patty Sheehan       | Pearl Sinn        |
| Annika Sörenstam   | Charlotta Sörenstam  | Sherri Steinhauer | Wendy Ward          | Lisa Walters      |
| Karrie Webb        |                      |                   |                     |                   |
| Amateures          |                      |                   |                     |                   |
| Jenny Chuasiriporn |                      |                   |                     |                   |

## Classements saison 1998

### Tableau des gains («Money list»)
Le tableau ci-dessous est le classement des golfeuses par gains obtenus sur cette saison 1998. Le classement par gains est remporté par la Suédoise Annika Sörenstam avec 1 092 748 $ remportés.
| Cla. | Golfeuses            | Gains       | Victoires |
| ---- | -------------------- | ----------- | --------- |
| 1    | Annika Sörenstam     | 1 092 748 $ |           |
| 2    | Se Ri Pak            | 872 170 $   |           |
| 3    | Donna Andrews        | 715 428 $   |           |
| 4    | Karrie Webb          | 704 477 $   |           |
| 5    | Liselotte Neumann    | 665 069 $   |           |
| 6    | Juli Inkster         | 656 012 $   |           |
| 7    | Brandie Burton       | 652 084 $   |           |
| 8    | Pat Hurst            | 612 329 $   |           |
| 9    | Meg Mallon           | 593 458 $   |           |
| 10   | Dottie Pepper        | 539 792 $   |           |
| 11   | Laura Davies         | 517 547 $   |           |
| 12   | Lorie Kane           | 508 249 $   |           |
| 13   | Danielle Ammaccapane | 482 564 $   |           |
| 14   | Helen Alfredsson     | 471 859 $   |           |
| 15   | Hiromi Kobayashi     | 460 311 $   |           |

### Trophée Vare («Vare Trophy»)
Le tableau ci-dessous est le classement des golfeuses par scores les plus bas sur cette saison 1998.
| Cla. | Golfeuses   | Moyenne |
| ---- | ----------- | ------- |
| 1    | Karrie Webb |         |